# Onthophagus euryceros
Onthophagus euryceros är en skalbaggsart som beskrevs av Kabakov 1998. Onthophagus euryceros ingår i släktet Onthophagus och familjen bladhorningar. Inga underarter finns listade i Catalogue of Life.